# Soler d'Amunt (Llobera)
Soler d'Amunt és una masia situada al municipi de Llobera, a la comarca catalana del Solsonès.